# Sportul în Italia
Sportul în Italia este remarcabil îndeosebi prin istoria îndelungată, care începe cu luptele de gladiatori. Astăzi, cele mai populare sporturi sunt: fotbalul, sporturile de iarnă, rugby-ul, ciclismul, etc.
Fotbalul este principalul sport național.  Italia a câștigat Cupa Mondială de Fotbal de patru ori: în 1934, 1938, 1982 și 2006.  Seria A a campionatului italian de fotbal a dat unii dintre cei mai buni jucători de fotbal la nivel mondial.  Cele mai cunoscute echipe sunt A.C. Milan și Inter Milano FC din Milano, A.S. Roma și S.S. Lazio din Roma, Juventus din  Torino și Fiorentina din Florența.